# Janez Dobeic
Janez (Oskar) Dobeic, slovenski inženir elektrotehnike, skladatelj, fotograf, gledališki pisatelj-lutkar * 20. februar 1914, Kranj, † 27. avgust 2001, Ljubljana.

## Življenje in delo
Diplomiral je leta 1940 na ljubljanski Tehniški fakulteti. V šolskem letu 1945/1946 je poučeval na Tehniški srednji šoli v Ljubljani, od 1947 dalje pa je bil predavatelj na elektrotehniškem oddelku Tehniške fakultete v Ljubljani, od 1960 izredni profesor na Fakulteti za elektrotehniko v Ljubljani (FE) ter 1960-1963 predavatelj na Višji tehniški šoli v Mariboru in 1960-67 na Fakulteti za elektrotehniko v Splitu. V letih 1982−84 je bil redni profesor na ljubljanski FE, od 1967-69 je bil predstojnik oddelka za splošno elektrotehniko, nato do 1975 predstojnik katedre za tehnologijo na ljubljanski FE. Bil je ustanovitelj in 16 let predsednik jugoslovanske strokovne sekcije za elektronske sestavne dele, materiale in mikroelektoniko. Objavil je več strokovnih knjig. 
Amatersko pa se je ukvarjal tudi s fotografijo, glasbo in lutkarstvom.

### Glasba
Kot skladatelj je bil samouk-praktik. Napisal je dve opereti, in sicer Ančko na libreto Smiljana Samca (uprizorjena v ljubljanski Operi v sezoni 1937/1938) ter Slepo miš na lastno besedilo (uprizorjena v sezoni 1942/1943).
Po letu 1945 je glasbeno udejstvovanje opustil.

### Lutkarstvo
Leta 1958 in 1963 je s svojima marionetnima igrama uspel na natečajih Lutkovnega gledališča. To sta Dva potepina in Pesmica in sonček.